# Ida Marie Hagen
Pour les articles homonymes, voir Hagen.
Ida Marie Hagen, née le 18 août 2000, est une coureuse norvégienne du combiné nordique.

## Palmarès en combiné nordique

### Championnats du monde
| Épreuve / Édition       | Individuel | Individuel                       | Par équipe mixte |
| Épreuve / Édition       | Gundersen  | Mass start                       | Par équipe mixte |
| Mondiaux 2023 Planica   | 4e         | Épreuve inexistante à cette date | Or               |
| Mondiaux 2025 Trondheim | Argent     |                                  | Or               |

### Coupe du monde
- 1 gros globe de cristal :
  - Vainqueur du classement général en 2024
- 1 petit globe de cristal :
  - Vainqueur du classement compact en 2024
- Trophée de la meilleure skieuse en 2023, 2024 et 2025.
- 32 podiums individuels : 17 victoires, 13 deuxièmes places et 2 troisièmes places.
- 1 podium par équipes mixte dont 1 victoire.

#### Détail des victoires
| Édition / Épreuve | Gundersen                                  | Mass Start     | Compact                     | Total |
| 2023-2024         | Schonach Seefeld Otepää x 2 Oslo Trondheim |                | Ramsau Oberstdorf Seefeld   | 9     |
| 2024-2025         | Lillehammer Schonach Otepää                | Ramsau Seefeld | Lillehammer Ramsau Schonach | 8     |
| Total             | 9                                          | 2              | 6                           | 17    |

#### Différents classements en Coupe du monde
| Année     | Classement général final |
| 2021-2022 | 2e                       |
| 2022-2023 | 3e                       |
| 2023-2024 | 1re                      |